# Немлиенко, Фёдор Евдокимович
Фёдор Евдокимович Немлиенко (1902—1988) — советский учёный в области фитопатологии, доктор сельскохозяйственных наук, профессор, лауреат Сталинской премии (1951).

## Биография
Родился 20 апреля (3 мая) 1902 года в с. Шандра Каневского уезда Киевской губернии.
Окончил Масловский институт селекции (1926). Работал агрономом совхоза, в 1927—1928 гг. служил в РККА. С 1928 г. научный сотрудник различных учреждений (Днепропетровской семенной станции (1928—1930), Артёмовской зональной с/х станции (1930—1932), в УкрНИИ зернового хозяйства (1932—1940). Читал курс лекций в Днепропетровском СХИ (1938—1940) и Азово-Черноморском СХИ (1940—1941). В 1940 г. защитил кандидатскую диссертацию.
С июля 1941 по январь 1946 г. служил в армии, участник войны, командир роты связи, капитан.
В 1946—1966 гг. возглавлял лабораторию фитопатологии Украинского НИИ зернового хозяйства (с 1956 г. Всесоюзный НИИ кукурузы) (Днепропетровск). В 1966—1972 гг. старший научный сотрудник — консультант.
В 1955 г. защитил докторскую диссертацию «Бактериоз початков кукурузы и эволюция паразитизма его возбудителя».

## Сочинения
- Болезни кукурузы [Текст] / Ф. Е. Немлиенко, проф. д-р с.-х. наук. — Москва : Сельхозгиз, 1957. — 230 с. : ил.; 20 см.
- Главнейшие вредители и болезни кукурузы и борьба с ними [Текст] / В. И. Талицкий, Ф. Е. Немлиенко. — Ленинград : Ин-т защиты растений, 1934 (тип. им. Ив. Федорова). — Обл., 93, [2] с. : ил.; 26х18 см.

## Награды и звания
Сталинская премия 1951 года — за выведение гибридов кукурузы «Первенец» и «Успех» и разработку системы мероприятий по получению высоких урожаев этой культуры.
Награждён орденами Красной Звезды и Отечественной войны II степени (06.04.1985).